# (33780) 1999 RU171
1999 RU171 (asteroide 33780) é um asteroide da cintura principal. Possui uma excentricidade de 0.01556010 e uma inclinação de 9.39459º.
Este asteroide foi descoberto no dia 9 de setembro de 1999 por LINEAR em Socorro.